# Richard Keogh
Richard John Keogh (Harlow, Anglaterra, 11 d'agost de 1986), és un futbolista professional anglès, nacionalitzat irlandès, que juga en la posició de defensa i el seu actual equip és el Derby County. Tot i que va néixer a Anglaterra, actualment juga per a la selecció d'Irlanda.

## Trajectòria
Després d'haver jugat a molts clubs menors d'Anglaterra, el juliol de 2012 va ser fitxat pel Derby County de la Championship (segona divisió), on ha estat una peça fonamental en la defensa. Actualment és el vice-capità de l'equip.

## Internacional
Richard Keogh és internacional amb la selecció d'Irlanda, on va debutar al febrer de 2013 en un partit amistós davant la selecció de Polònia. El seu primer i únic gol el va fer en un altre partit amistós contra Geòrgia.
Ha estat convocat en les últimes convocatòries per a les eliminatòries de l'Eurocopa 2016, on va jugar com a titular davant les seleccions de Alemanya i Polònia, així com els dos partits de Play-off de la Classificació per a l'Eurocopa 2016 contra Bòsnia i Hercegovina. Amb Keogh com a titular en els dos partits, Irlanda va vèncer a Bòsnia i Hercegovina per un global 3-1 i va classificar per a l'Eurocopa 2016.

## Estadístiques de la carrera

### Club
A 17 maig 2016.
| Club                         | Temporada             | Lliga                 | Lliga   | Lliga | Copa    | Copa | Copa de la lliga | Copa de la lliga | Altres  | Altres | Total   | Total |
| Club                         | Temporada             | Divisió               | Partits | Gols  | Partits | Gols | Partits          | Gols             | Partits | Gols   | Partits | Gols  |
| ---------------------------- | --------------------- | --------------------- | ------- | ----- | ------- | ---- | ---------------- | ---------------- | ------- | ------ | ------- | ----- |
| Stoke City FC                | 2004–05               | Championship          | 0       | 0     | 0       | 0    | 0                | 0                | —       | —      | 0       | 0     |
| Víkingur (cedit)             | 2004                  | Úrvalsdeild           | 9       | 0     | 2       | 0    | —                | —                | —       | —      | 11      | 0     |
| Total primers anys           | Total primers anys    | Total primers anys    | 9       | 0     | 2       | 0    | 0                | 0                | 0       | 0      | 11      | 0     |
| Bristol City FC              | 2005–06               | League One            | 9       | 1     | 0       | 0    | 0                | 0                | 0       | 0      | 9       | 1     |
| Bristol City FC              | 2006–07               | League One            | 31      | 2     | 6       | 1    | 1                | 0                | 5       | 1      | 43      | 4     |
| Bristol City FC              | 2007–08               | Championship          | 0       | 0     | 0       | 0    | 1                | 0                | 0       | 0      | 1       | 0     |
| Total Bristol City           | Total Bristol City    | Total Bristol City    | 40      | 3     | 6       | 1    | 2                | 0                | 5       | 1      | 53      | 5     |
| Wycombe Wanderers FC (cedit) | 2005–06               | League Two            | 3       | 0     | 0       | 0    | 0                | 0                | 0       | 0      | 3       | 0     |
| Huddersfield Town (cedit)    | 2007–08               | Lliga One             | 9       | 1     | 0       | 0    | 0                | 0                | 1       | 0      | 10      | 1     |
| Carlisle United (cedit)      | 2007–08               | Lliga One             | 7       | 0     | 0       | 0    | 0                | 0                | 0       | 0      | 7       | 0     |
| Cheltenham Town (cedit)      | 2007–08               | Lliga One             | 10      | 0     | 0       | 0    | 0                | 0                | 0       | 0      | 10      | 0     |
| Total cessions               | Total cessions        | Total cessions        | 29      | 1     | 0       | 0    | 0                | 0                | 1       | 0      | 30      | 1     |
| Carlisle United              | 2008–09               | Lliga One             | 32      | 1     | 2       | 0    | 0                | 0                | 1       | 0      | 35      | 1     |
| Carlisle United              | 2009–10               | Lliga One             | 41      | 3     | 4       | 1    | 2                | 0                | 6       | 1      | 53      | 5     |
| Total Carlisle United        | Total Carlisle United | Total Carlisle United | 73      | 4     | 6       | 1    | 2                | 0                | 7       | 1      | 88      | 6     |
| Coventry City FC             | 2010–11               | Championship          | 46      | 1     | 2       | 0    | 0                | 0                | —       | —      | 48      | 1     |
| Coventry City FC             | 2011–12               | Championship          | 45      | 0     | 1       | 0    | 1                | 0                | —       | —      | 47      | 0     |
| Total Coventry City          | Total Coventry City   | Total Coventry City   | 91      | 1     | 3       | 0    | 1                | 0                | —       | —      | 95      | 1     |
| Derby County FC              | 2012–13               | Championship          | 46      | 4     | 2       | 0    | 1                | 1                | —       | —      | 49      | 5     |
| Derby County FC              | 2013–14               | Championship          | 41      | 1     | 0       | 0    | 3                | 0                | 3       | 0      | 47      | 1     |
| Derby County FC              | 2014–15               | Championship          | 45      | 0     | 3       | 0    | 5                | 0                | —       | —      | 53      | 0     |
| Derby County FC              | 2015–16               | Championship          | 46      | 1     | 1       | 0    | 0                | 0                | 2       | 0      | 49      | 1     |
| Total Derby County           | Total Derby County    | Total Derby County    | 178     | 6     | 6       | 0    | 9                | 1                | 5       | 0      | 198     | 7     |
| Total carrera                | Total carrera         | Total carrera         | 420     | 15    | 23      | 2    | 14               | 1                | 18      | 2      | 475     | 20    |

1. 1 2 3 4  Partit(s) jugat(s) al Football League Trophy
2. 1 2  Partits jugats als play-offs de la Football League Championship

### Internacional
A 22 juny 2016.
| Equip nacional      | Any   | Partits | Gols |
| ------------------- | ----- | ------- | ---- |
| República d'Irlanda | 2013  | 2       | 1    |
| República d'Irlanda | 2014  | 5       | 0    |
| República d'Irlanda | 2015  | 4       | 0    |
| República d'Irlanda | 2016  | 2       | 0    |
| Total               | Total | 13      | 1    |